# Sant Joan Evangelista de Paretstortes (església nova)
Sant Joan Evangelista de Paretstortes és l'actual església parroquial del poble de Paretstortes, en el terme comunal del mateix lloc, a la comarca del Rosselló (Catalunya del Nord).
Està situada al bell mig de la cellera originària del poble de Paretstortes. Està situada a l'angle sud-oest del Castell de Paretstortes, al costat meridional de l'església parroquial antiga.